# La frontiera proibita
La frontiera proibita (in inglese, The Dark Frontier) è un romanzo di spionaggio dell'autore britannico Eric Ambler, edito nel 1936.
In italiano è stato tradotto per la prima volta da Giorgio Manganelli nel 1958.

## Trama
Il romanzo è ambientato nel 1934 o 1935 in Ixania, un piccolo Paese immaginario situato in una regione montuosa dei Balcani al confine con la Romania. Lì, una rivolta di contadini riesce a rovesciare il regime dittatoriale del paese e a stabilire libertà e giustizia per tutti i cittadini. Nel corso della storia moderna, l'Ixania, un "Paese dimenticato da Dio", ha conservato la sua indipendenza politica a causa della mancanza di risorse naturali e, in generale, della sua relativa irrilevanza in campo economico. Tuttavia, a causa della defezione dalla Germania nazista di Jacob Kassen, uno scienziato nucleare, la contessa Schverzinski e suo fratello, il principe Ladislaus, che dirigono di fatto il Paese, sono in possesso di una formula per la costruzione di una bomba atomica (il "segreto di Kassen"), che intendono sfruttare a vantaggio del Paese ma anche personale.
Per entrare in possesso del segreto di Kassen, Simon Groom, un rappresentante della Messrs. Cator & Bliss Ltd. - azienda britannica produttrice di armamenti - viene inviato in Ixania. Egli si avvale dei servizi del professor Henry Barstow, un fisico inglese che si reca con lui in Ixania per determinare se i documenti segreti di cui intende commissionare il furto sono autentici.
Tuttavia, "Henry Barstow" sembra essere un nome di copertura per Conway Carruthers, un avventuriero simile a Doc Savage che ha capito che il segreto di Kassen rappresenta "una grave minaccia per la pace mondiale" e che, di conseguenza, ha deciso di liberare il mondo da questo pericolo distruggendo tutte le copie dei documenti di Kassen. La sua missione è impedire la fabbricazione della bomba e "preservare la civiltà". L'autorità carismatica di Carruthers attira l'attenzione di William L. Casey, un giornalista americano di stanza a Zovgorod, la capitale dell'Ixania. Inizialmente interessato solo a una buona storia, Casey diventa il quasi-assistente di Carruthers, un cambiamento che Casey stesso descrive come la sua "transizione da uomo di giornale a fuorilegge".
Schieratosi con i rivoluzionari contadini, Carruthers diventa il leader dell'operazione e quindi il leader de facto dei contadini. In diverse occasioni la sua vita e quella di Casey sono in pericolo, ma sono sempre l'intelligenza e le capacità quasi sovraumane di Carruthers a salvarli. Nel giro di un solo giorno si scopre che, con la caduta del vecchio governo, la rivoluzione ha avuto successo e non è stata cruenta. Kassen è morto e tutte le copie del suo segreto, tranne una, sono state distrutte. L'unica copia sopravvissuta è quella della contessa Schverzinski, che tenta di fuggire dal paese. Tuttavia, Carruthers e Casey la seguono con l'auto di Groom da loro rubata. Tuttavia, prima che possano raggiungerla e fermare il suo veicolo, la contessa ha un incidente, viene catapultata fuori dall'auto e muore. Il rottame della sua Mercedes prende fuoco, così Carruthers non deve far altro che recuperare l'ultima copia del manuale per la costruzione di bombe dal corpo della contessa e gettarla tra le fiamme.

## Edizioni
- Eric Ambler, La frontiera proibita, traduzione di Giorgio Manganelli, Milano, Garzanti, 1958.
- Eric Ambler, La frontiera proibita, Milano, Collana Giallo & Nero n.14, Hobby & Work, 1997, ISBN 88-7133-377-2.
- Eric Ambler, La frontiera proibita, Milano, Collana gli Adelphi n.300, Milano, 2007, ISBN 88-459-2135-2.